# Canal & River Trust

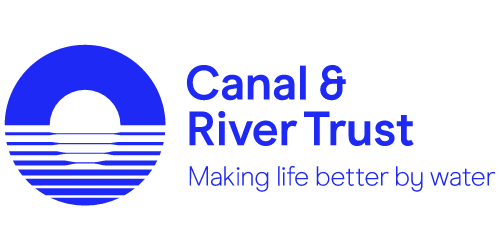
Logo

Der Canal & River Trust ist eine gemeinnützige Organisation, die in der Nachfolge der staatlichen Behörde British Waterways seit Juli 2012 die historischen Binnenwasserstraßen in England und Wales verwaltet und bewahrt. Der Trust ist damit verantwortlich für 3.450 Kilometer Kanäle, Flüsse, Häfen und Wasserreservoire, Museen, Archive und Englands drittgrößten Bestand denkmalgeschützter Bauwerke.
Hauptsitz ist Milton Keynes. Der Zuständigkeitsbereich umfasst England und Wales. Etwa 2.000 Mitarbeiter werden beschäftigt und von genauso vielen Freiwilligen unterstützt.
Die Binnenwasserstraßen Englands und Wales entstanden im Wesentlichen im 18. und 19. Jahrhundert und waren die Transportwege der industriellen Revolution in England. Niemals durchgreifend modernisiert sind sie – obgleich öffentliche Verkehrswege – ein landesweites Freilichtmuseum geworden, in dem seit den 1960er-Jahren im Wesentlichen nur noch Freizeitschifffahrt mit den sog. Narrowboats stattfindet.
Die Verwaltung dieses Erbes der industriellen Revolution durch eine staatliche Behörde verursachte jährliche Verluste in Höhe eines bedeutenden zweistelligen Millionenbetrages. Um den öffentlichen Haushalt dauerhaft zu entlasten, übertrug der britische Staat die Binnenwasserstraßen nebst allen dazugehörigen Einrichtungen auf den gemeinnützigen Canal & River Trust, der zur Erfüllung seiner Aufgaben u. a. auch Spenden einwerben und Freiwillige einsetzen kann. Für die ersten fünfzehn Jahre erfolgt aber auch noch weiterhin eine staatliche Teilfinanzierung.
Dies hat in Großbritannien Tradition, man denke nur an den National Trust, der als private gemeinnützige Organisation seit mehr als hundert Jahren erfolgreich historische Schlösser oder auch große Teile der englischen Küsten bewahrt.